# Regiões da Turquia

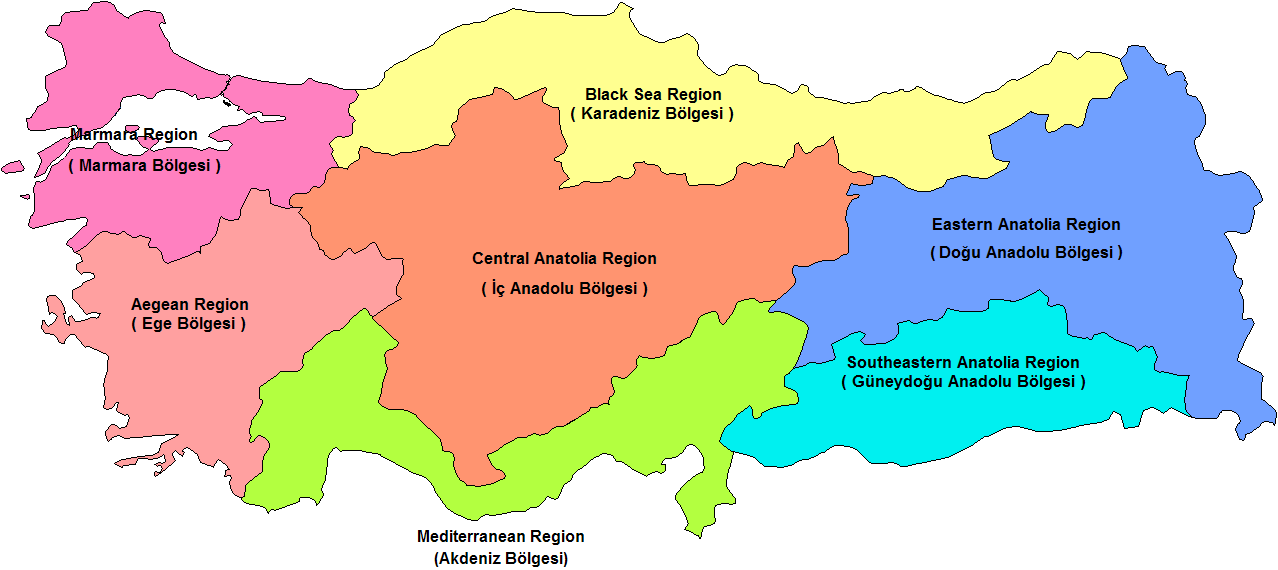
Mapa das regiões da Turquia (em inglês).

A Turquia está dividida em sete regiões (em turco:  bölge), para efeitos estatísticos, nas quais são agrupadas as províncias do país. Foram definidas originalmente no Primeiro Congresso de Geografia, organizado em 1941. As regiões definidas neste contexto destinam-se meramente a propósitos estatísticos e não se referem a divisões administrativas.
As regiões são listadas abaixo juntamente com as províncias que delas fazem parte. Nos casos em que o território de uma província é atravessado pelos limites de mais do que uma região, essa província figura na região onde se encontra a maior parte do seu território.

## Região do Egeu(Ege Bölgesi)

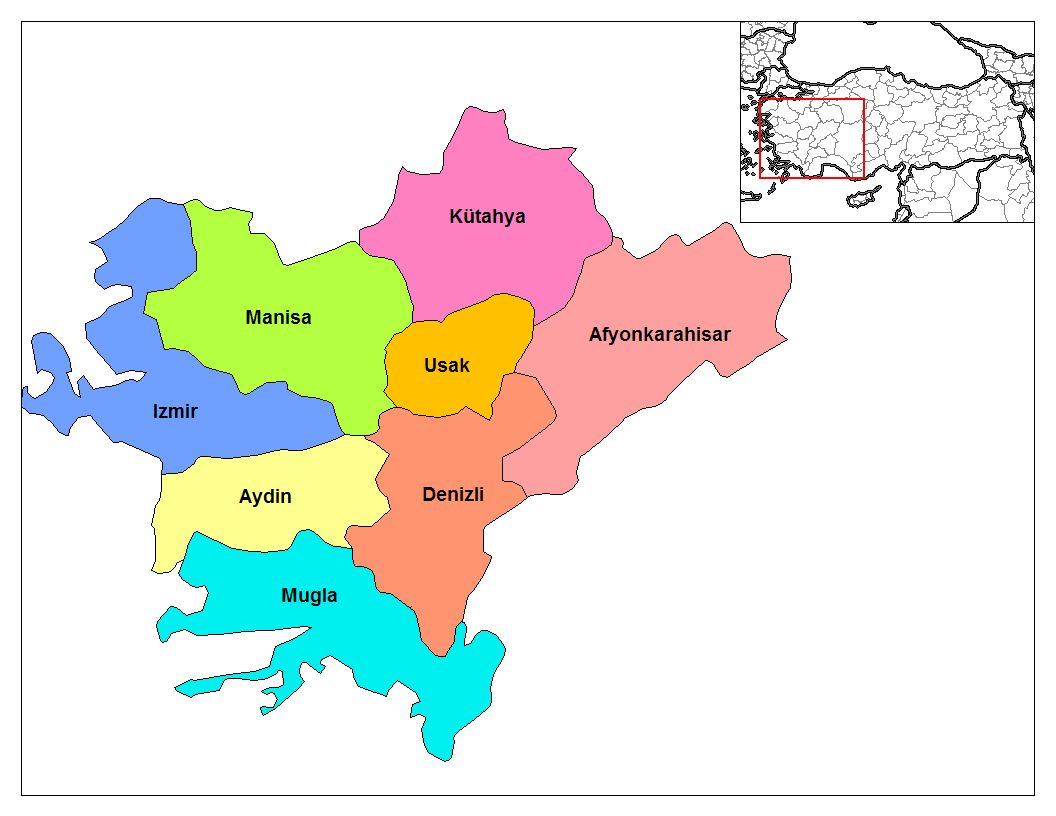
Região do Egeu.

- Afyonkarahisar (província)
- Aydın (província)
- Denizli (província)
- Esmirna (província) (İzmir)
- Kütahya (província)
- Manisa (província)
- Muğla (província)
- Uşak (província)

## Região do Mar Negro(Karadeniz Bölgesi)

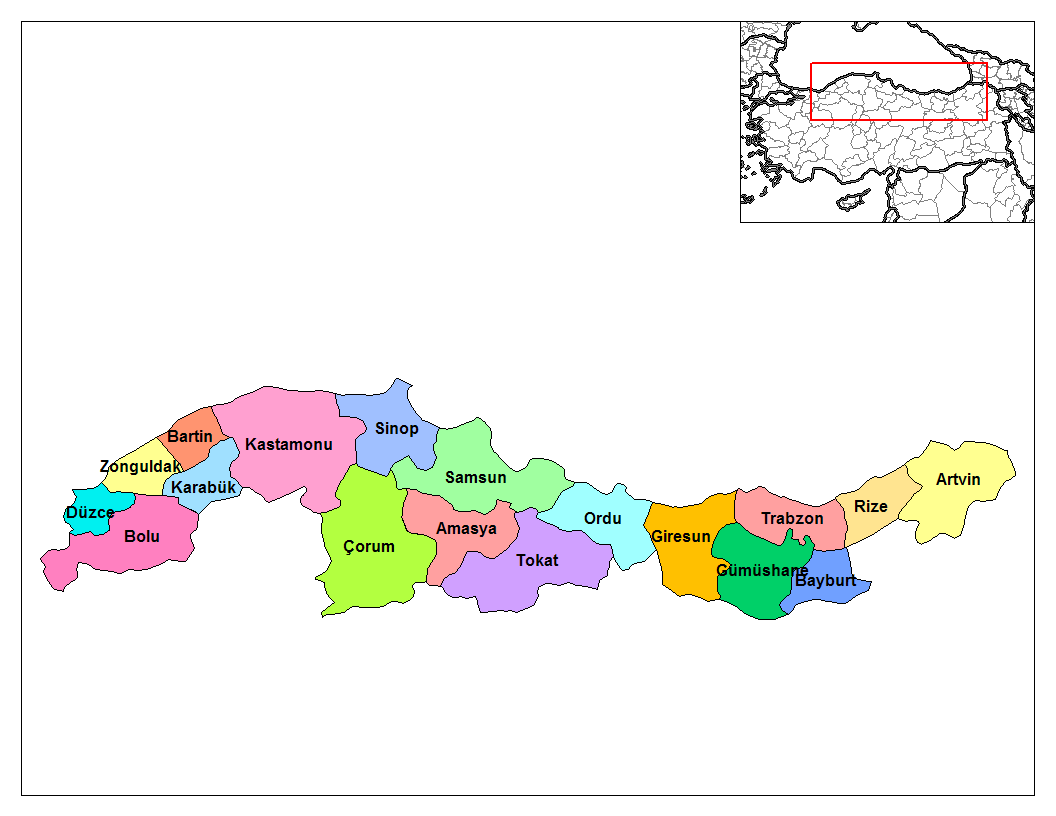
Região do mar Negro.

- Amasya (província)
- Artvin (província)
- Bayburt (província)
- Çorum (província)
- Giresun (província)
- Gümüşhane (província)
- Ordu (província)
- Rize (província)
- Samsun (província)
- Sinop (província)
- Tokat (província)
- Trebizonda (província) (Trabzon)
- Bartın (província)
- Bolu (província)
- Düzce (província)
- Karabük (província)
- Castamonu (província)
- Zonguldak (província)

## Região da Anatólia Central(İç Anadolu Bölgesi)

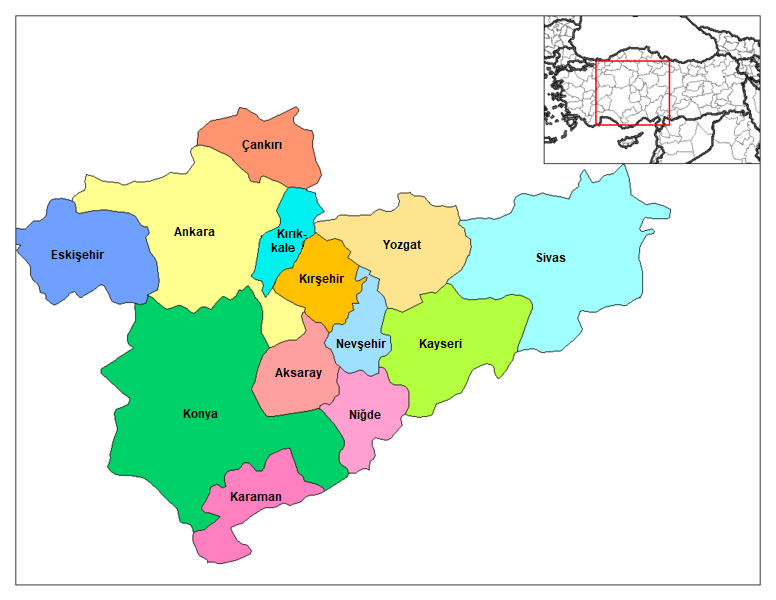
Região da Anatólia Central.

- Acsarai (província)
- Ancara (província)
- Chanquere (província)
- Esquixequir (província)
- Caramânia (província)
- Caiseri (província)
- Querecale (província)
- Querxequir (província)
- Cônia (província)
- Nevexequir (província)
- Nide (província)
- Sivas (província)
- Iozgate (província)

## Região da Anatólia Oriental(Doğu Anadolu Bölgesi)

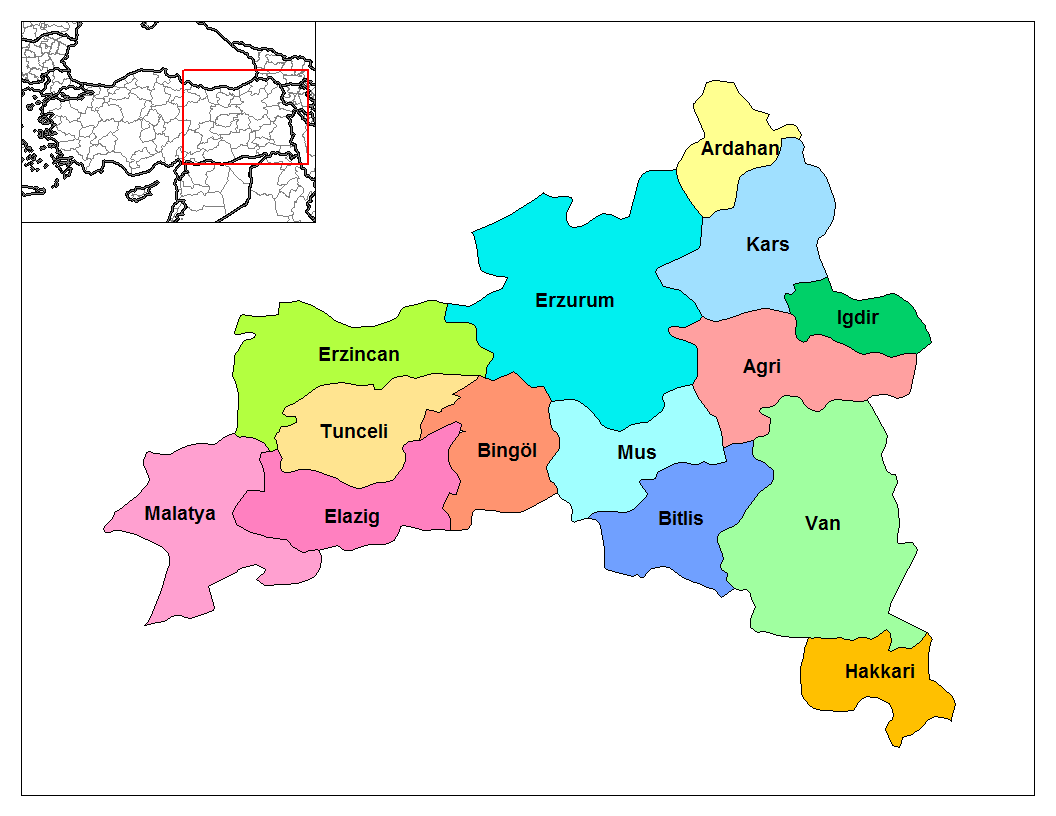
Região da Anatólia Oriental.

- Are (província)
- Ardacane (província)
- Bingol (província)
- Bitlisse (província)
- Elaze (província)
- Erzinjane (província)
- Erzurum (província)
- Cacari (província)
- Eder (província)
- Carse (província)
- Malátia (província)
- Muxe (província)
- Tunjeli (província)
- Vã (província)

## Região de Mármara(Marmara Bölgesi)

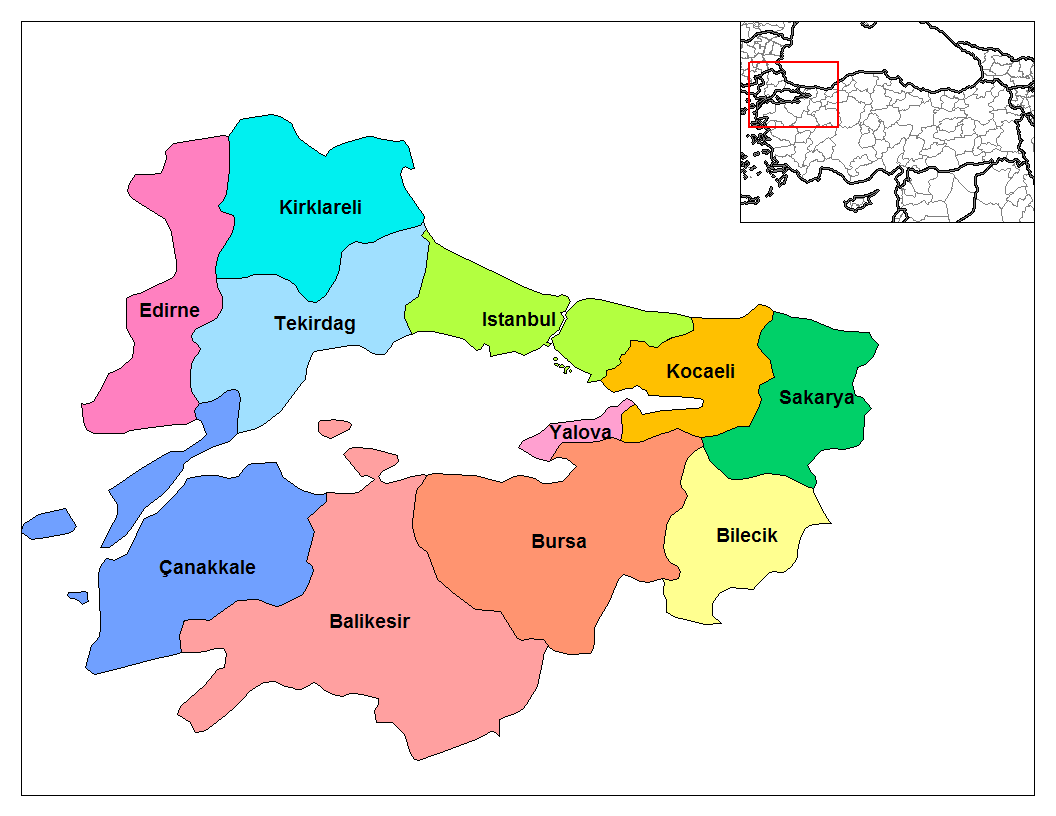
Região do Mármara.

- Balıkesir (província)
- Bilecik (província)
- Bursa (província)
- Çanakkale (província)
- Edirne (província)
- Istambul (província)
- Kırklareli (província)
- Cocaeli (província)
- Sakarya (província)
- Tekirdağ (província)
- Yalova (província)

## Região do Mediterrâneo(Akdeniz Bölgesi)

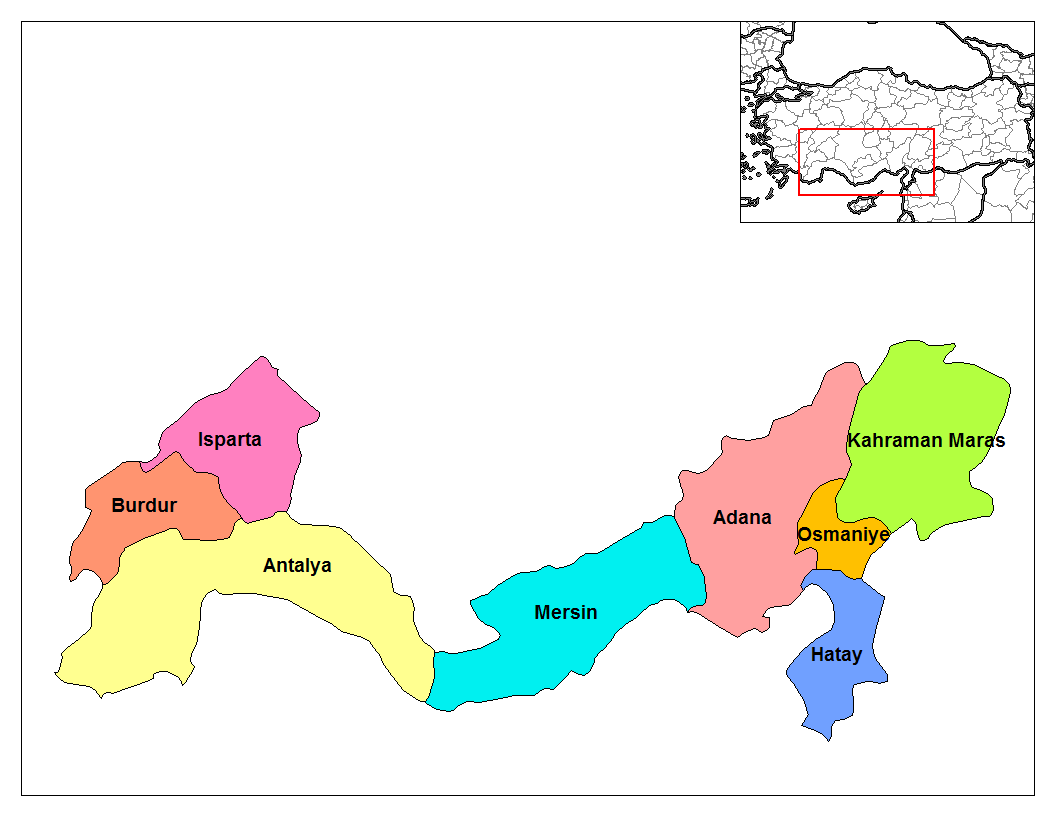
Região do Mediterrâneo.

- Adana (província)
- Antália (província)
- Burdur (província)
- Hatay (província)
- Isparta (província)
- Kahramanmaraş (província)
- Mersin (província)
- Osmaniye (província)

## Região do Sudeste da Anatólia(Güneydoğu Anadolu Bölgesi)

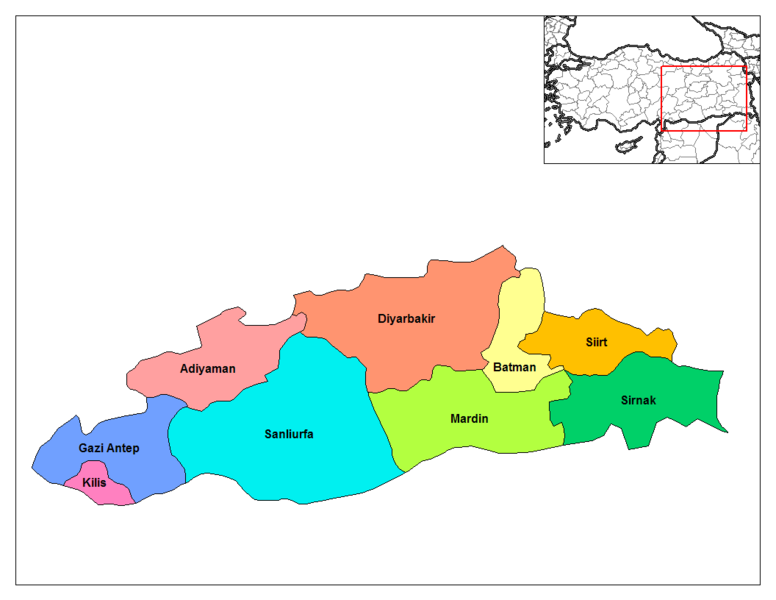
Região do Sudeste da Anatólia.

- Adıyaman (província)
- Batman (província)
- Diyarbakır (província)
- Gaziantep (província)
- Kilis (província)
- Mardin (província)
- Şanlıurfa (província)
- Siirt (província)
- Şırnak (província)